# Benetice (Světlá nad Sázavou)
Benetice é uma vila pequena perto da cidade Světlá nad Sázavou (República Checa).
Havia uma fábrica de vidro em Benetice. Não existe mais, entretanto alguns nomes locais dos lugares são derivados das partes da fábrica de vidro como o sušírnách do Na ou o rybník conhecido de Sklárenský (o nome de uma lagoa). 
Há um acampamento da recreação em Benetice. Foi usado como o acampamento pioneiro (pioneiros era pessoa organizado em um grupo na república Czech) e foi usado para povos novos de Hungria, de Polónia e de Alemanha.
Uma linden-árvore cresce no verde da vila de Benetice. Foi plantado em 1945.
O castelo Lipnice pode ser visto de Benetice.

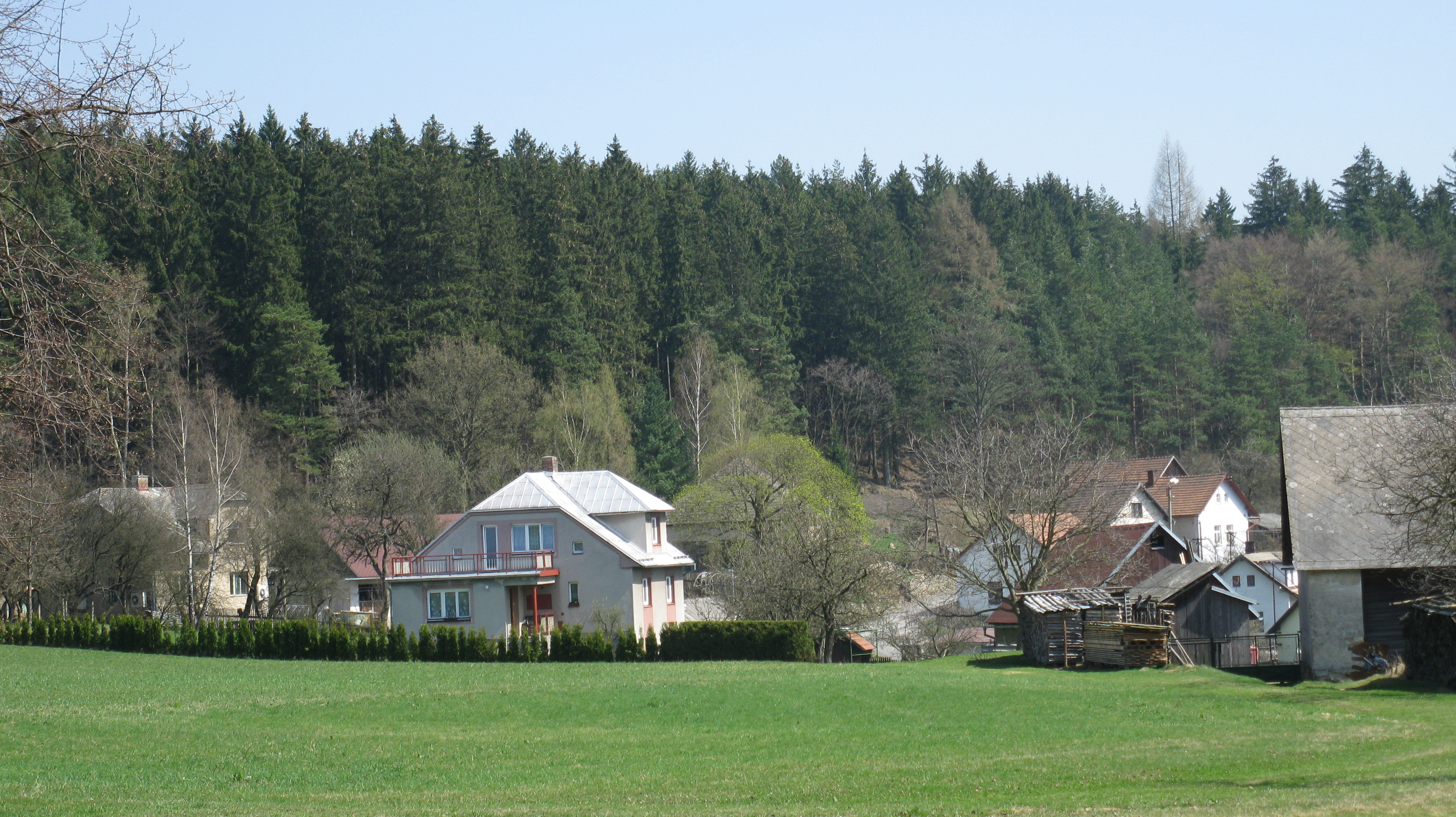
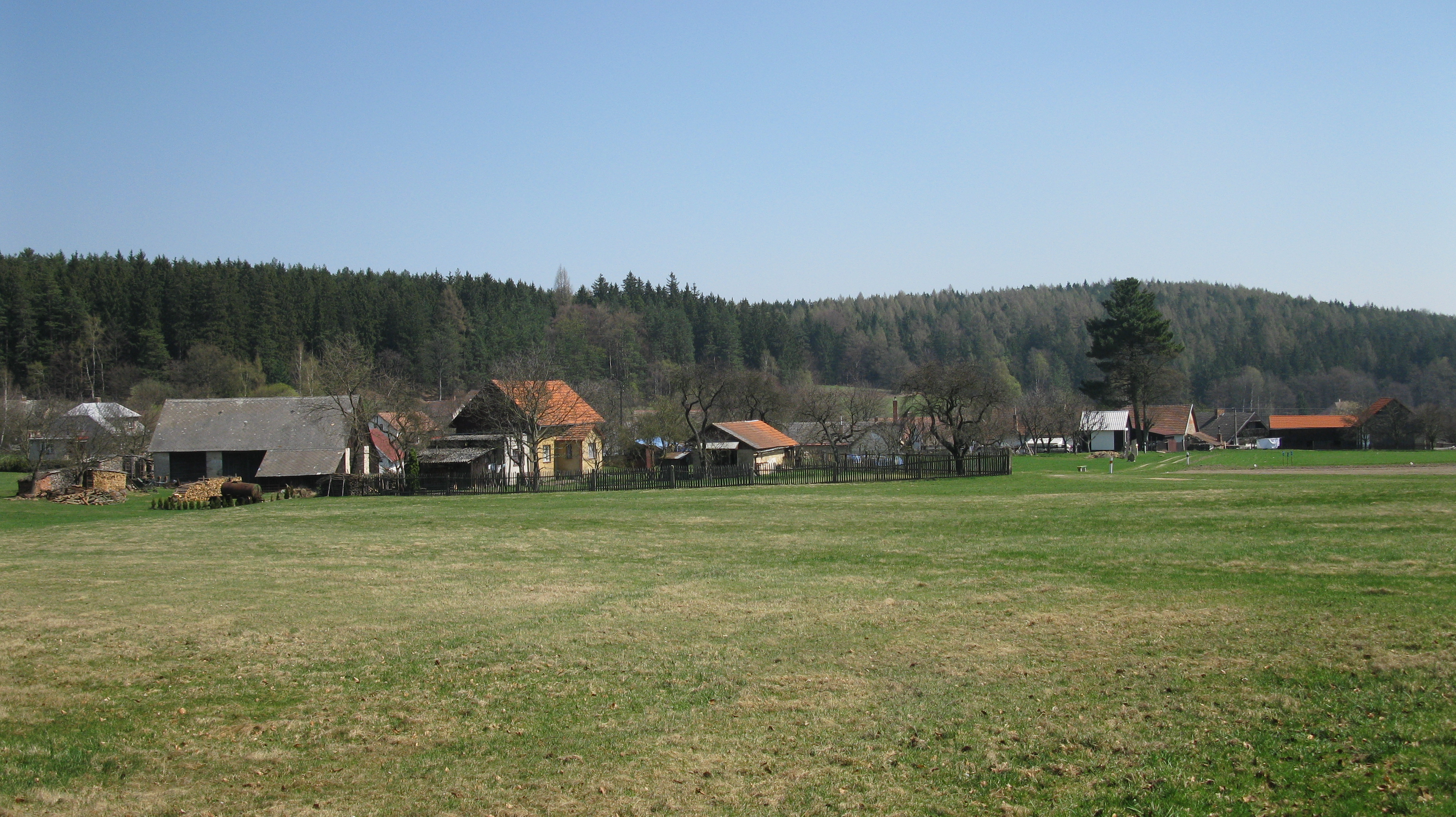
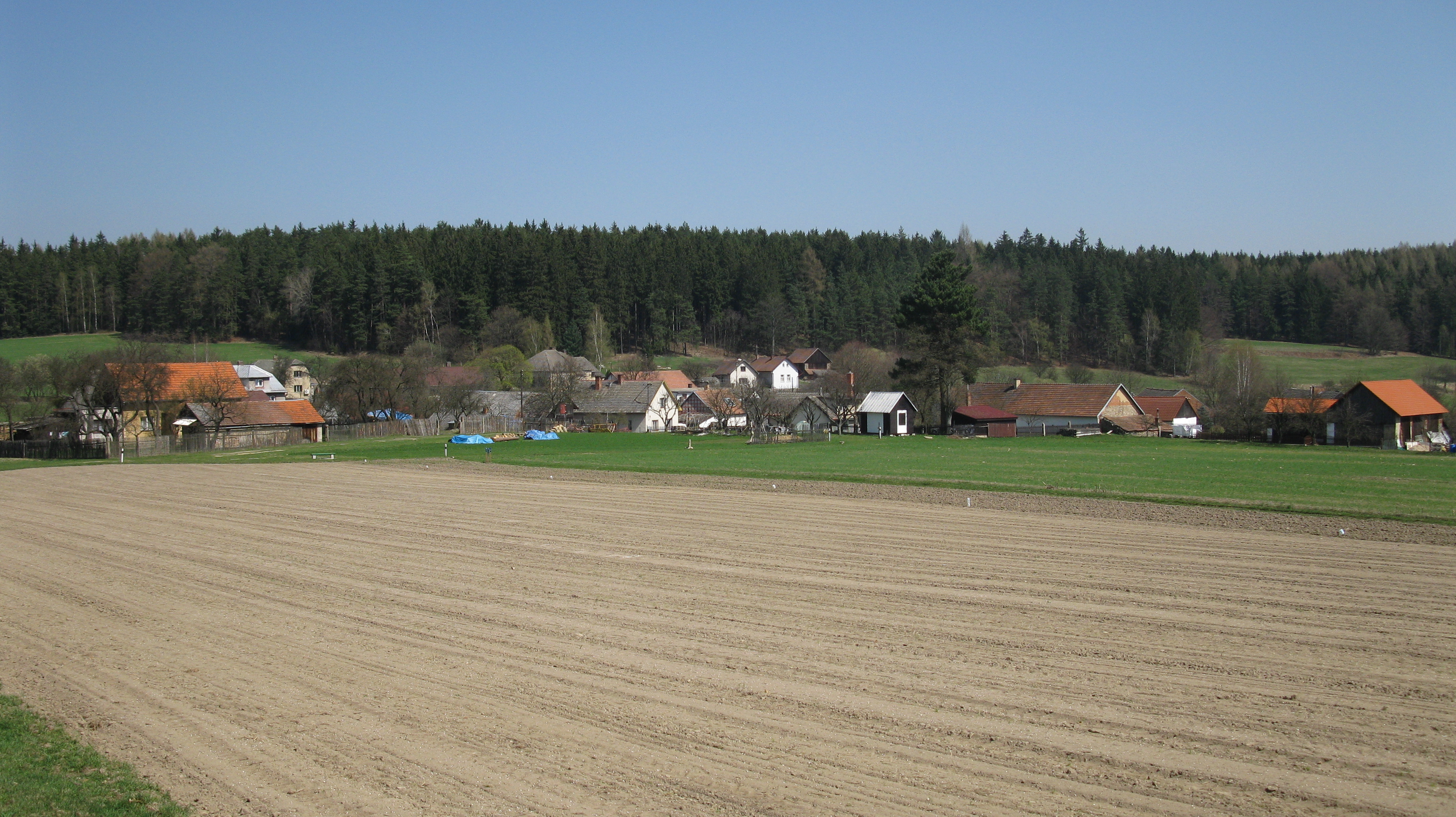
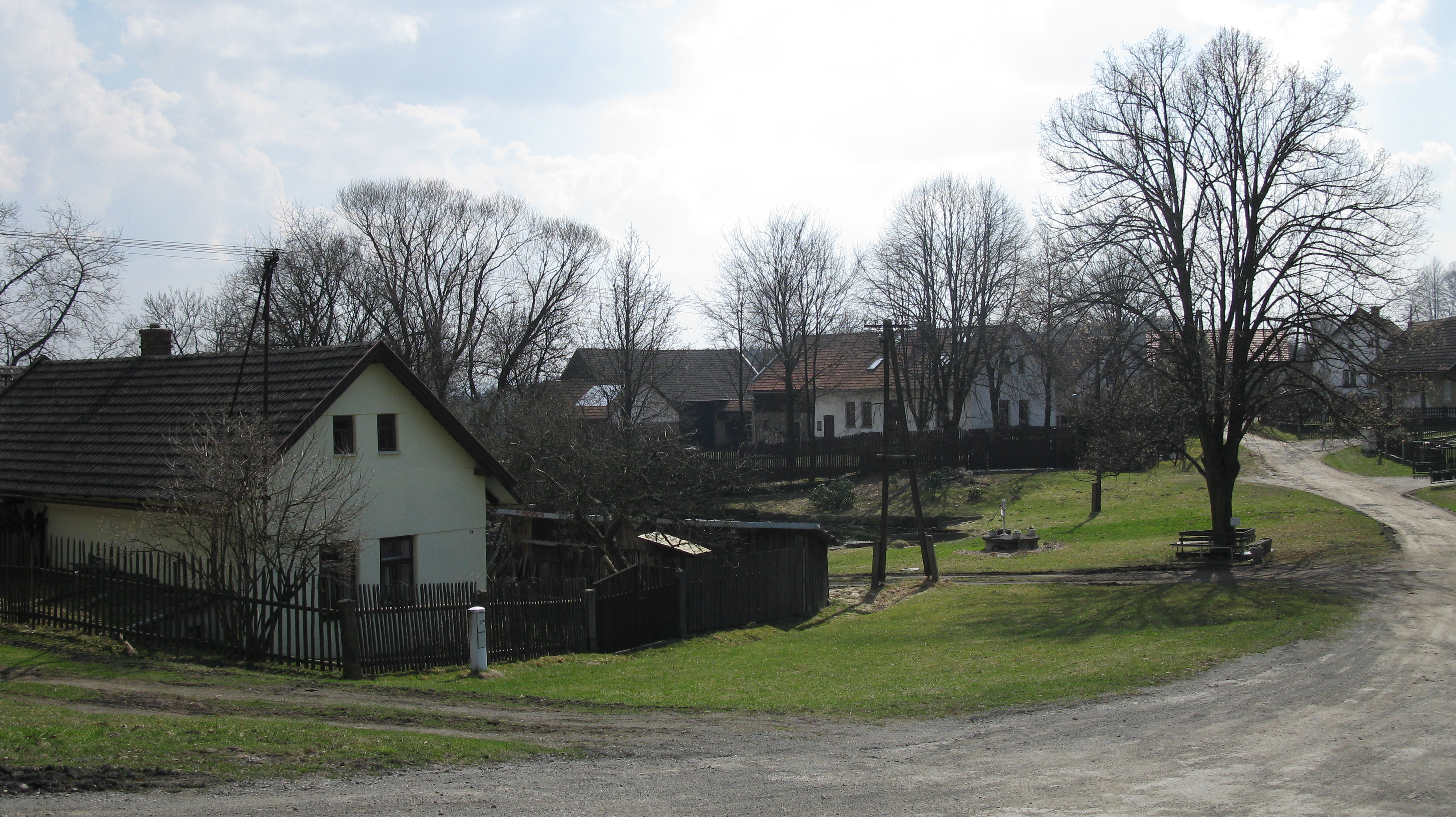
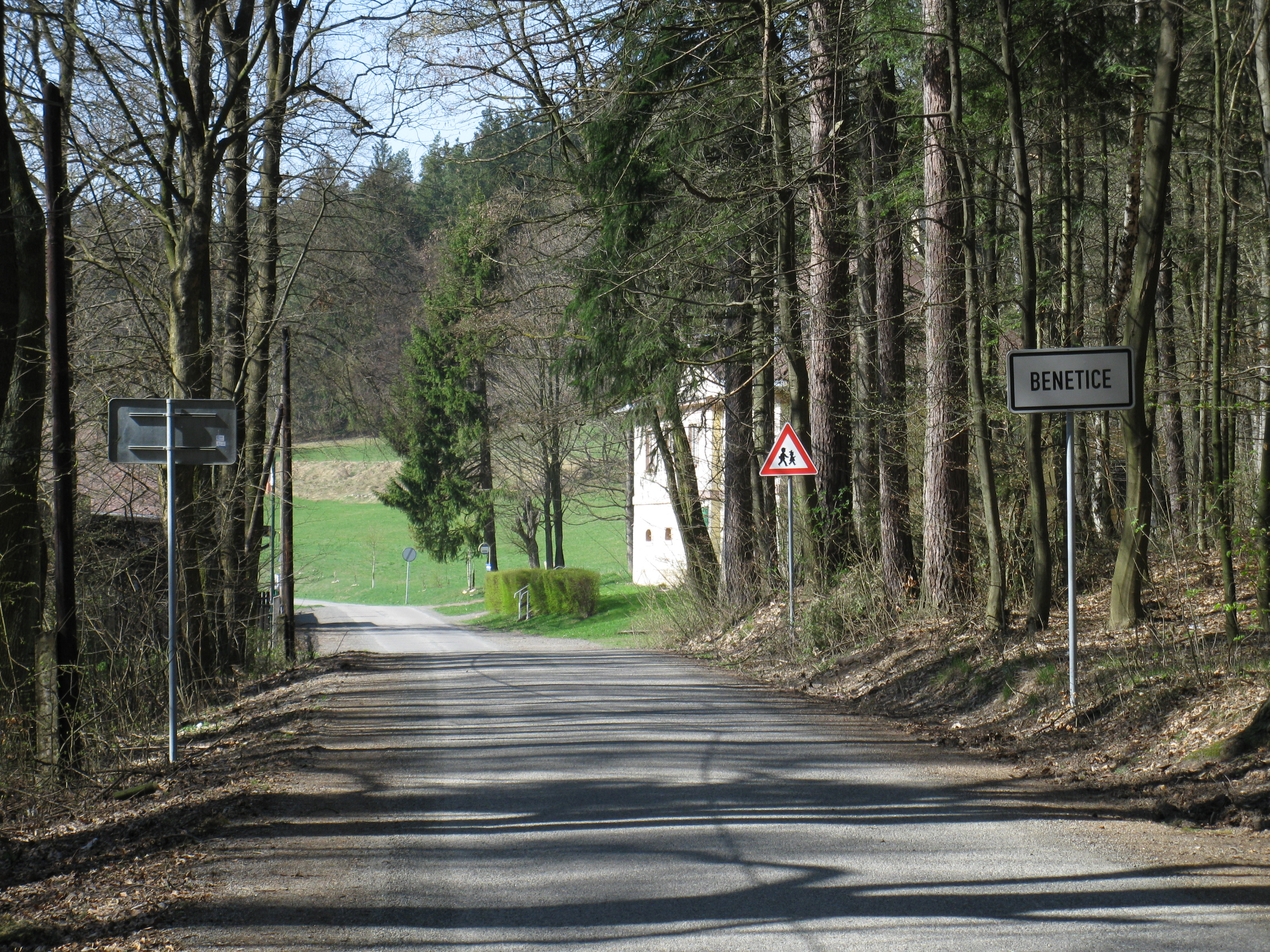
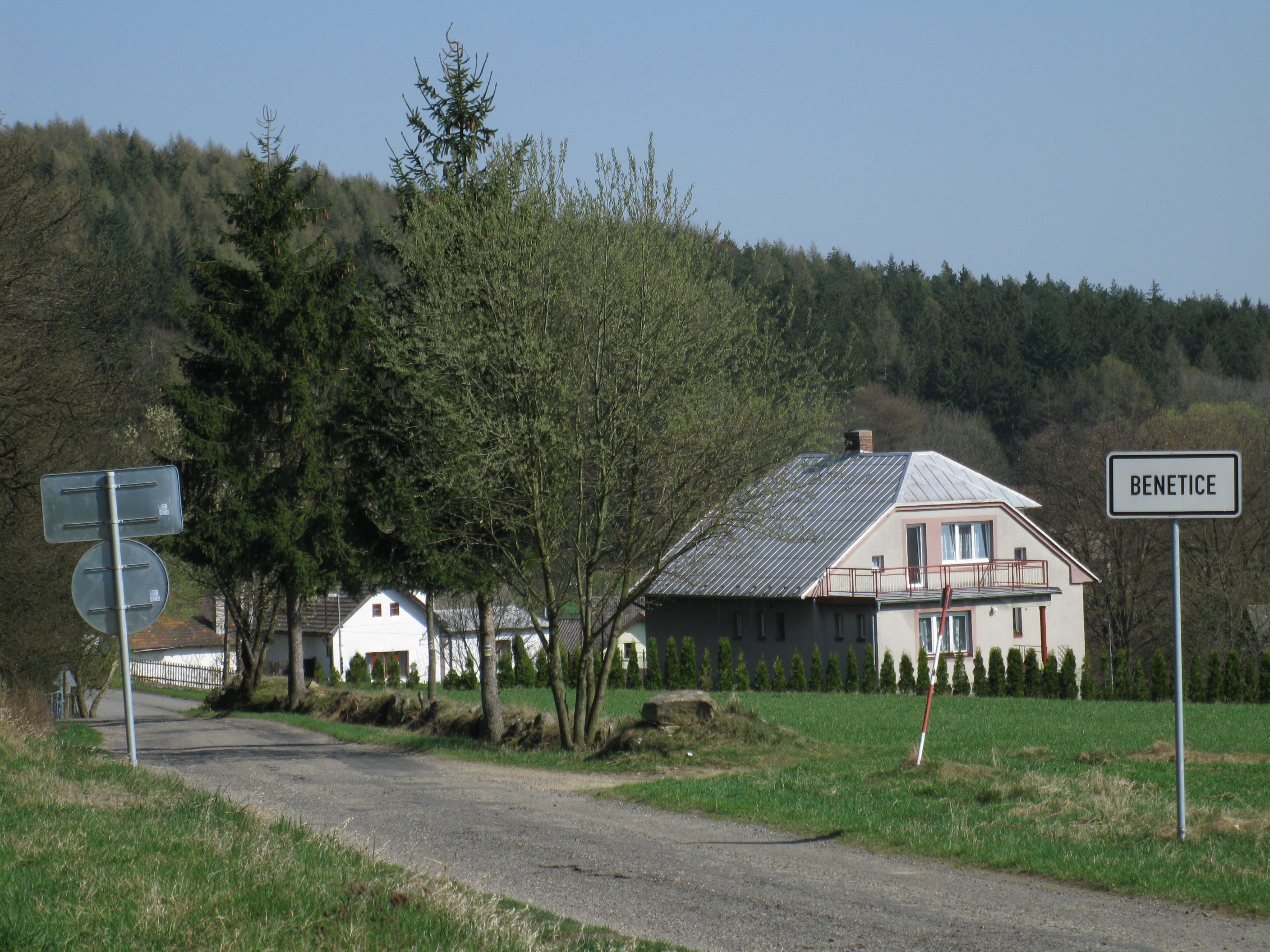
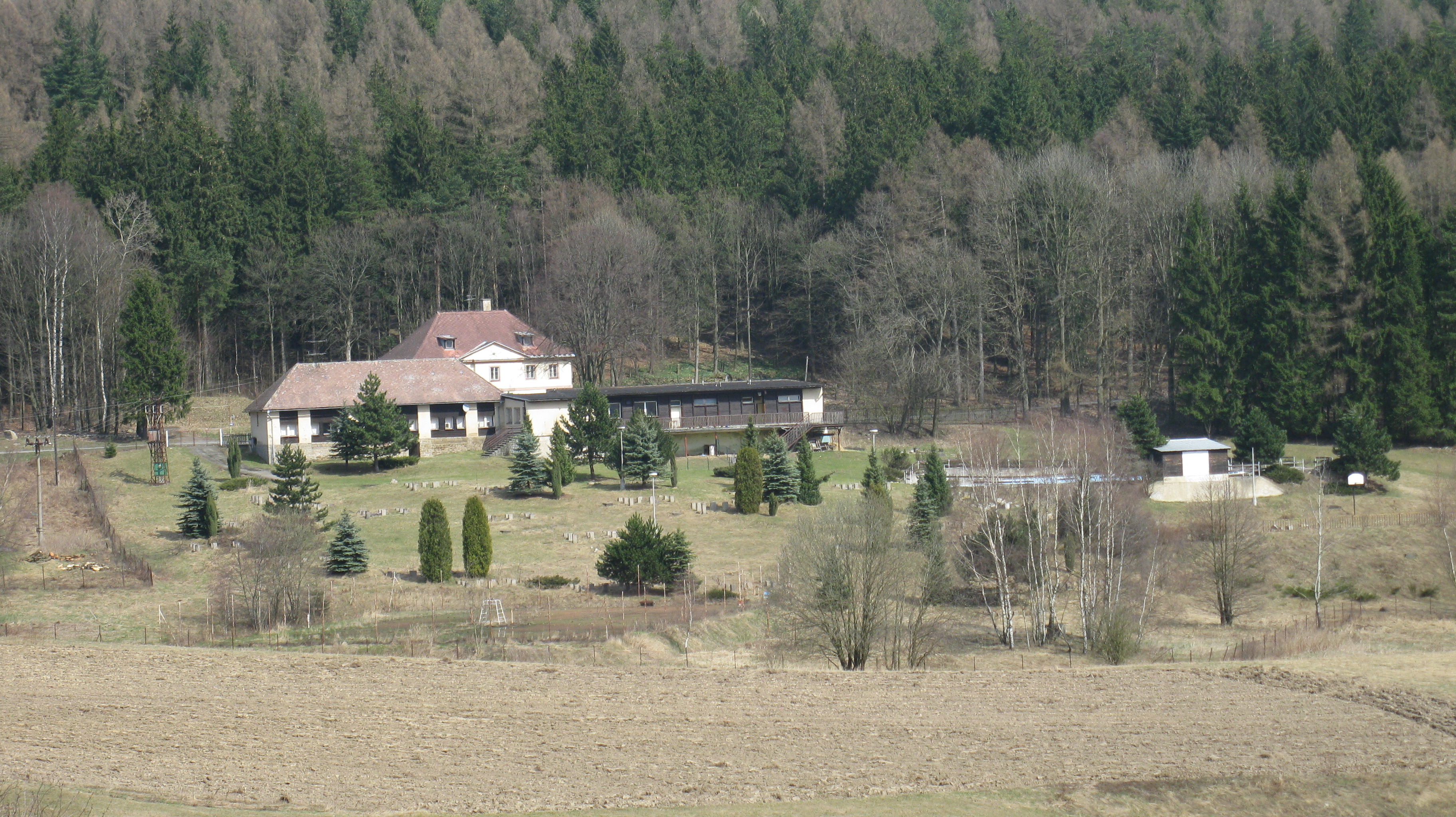
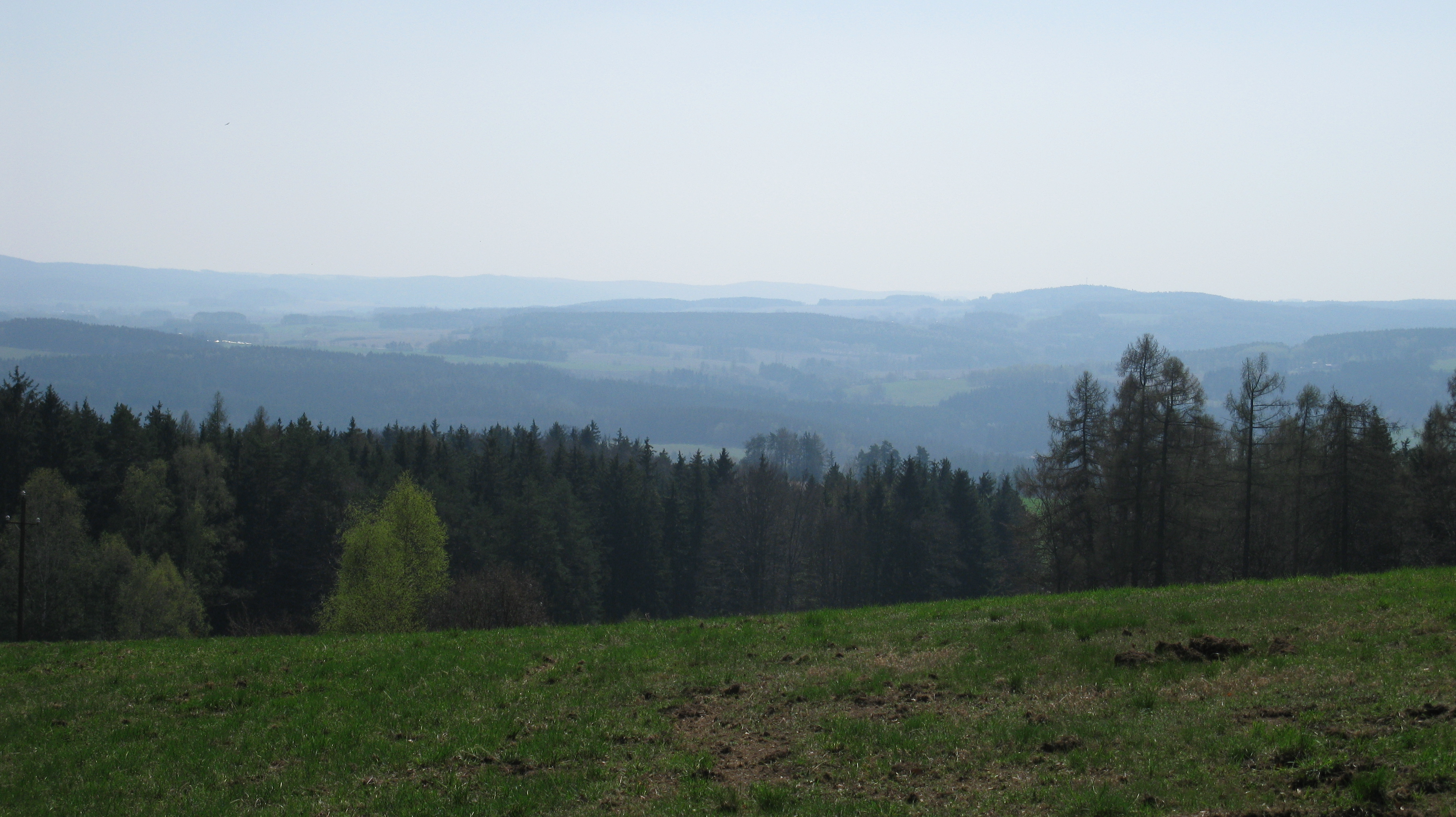

- www.benetice.eu